# Felipe Banderò
Felipe Airton Banderò (ur. 12 czerwca 1988 w Poços de Caldas) – brazylijski siatkarz, grający na pozycji atakującego. W sezonie 2015/2016 był zawodnikiem AZS Częstochowa.

## Przebieg kariery
| 2008–2009                 | Sao Bernardo                      |
| 2009–2010                 | Volei Futuro                      |
| 2010–2011                 | São Caetano                       |
| 2011–2012                 | Tonno Callipo Vibo Valentia       |
| 2012–2014                 | PV Lugano                         |
| 2014–2015                 | Caffe Aiello Corigliano           |
| 2015–2016                 | AZS Częstochowa                   |
| 2016–2017                 | Ceramica Globo Civita Castellana  |
| 2017–2018                 | Suwon KEPCO Vixtorm               |
| 2018–2019                 | KB Insurance Stars                |
| 2019                      | Baniyas VC                        |
| 2019–2020                 | Wooricard Card Wibee              |
| 2020–2021                 | Ansan OK Savings Bank Rush & Cash |
| 2021                      | Al Arabi Ad-Dauha                 |
| 2021–2022 (od 20.12.2021) | Hyundai Capital Skywalkers        |
| 2022–2023                 | Baniyas VC                        |
| 2023–                     | SL Benfica                        |

## Sukcesy klubowe
Superpuchar Szwajcarii:
- 2012

Puchar Szwajcarii:
- 2013

Liga szwajcarska:
- 2013, 2014

Liga południowokoreańska:
- 2021

Klubowe Mistrzostwa Azji:
- 2021[6]

Liga emiracka:
- 2023

Superpuchar Portugalii:
- 2023[7]

Liga portugalska:
- 2024[8]
- 2025[9]

Puchar Portugalii:
- 2025[10]

## Sukcesy reprezentacyjne
Mistrzostwa Ameryki Południowej Juniorów:
- 2006

Mistrzostwa Świata Juniorów:
- 2007

## Nagrody indywidualne
- 2021: Najlepszy atakujący Klubowych Mistrzostw Azji